# 北海道苫小牧総合経済高等学校
北海道苫小牧総合経済高等学校（ほっかいどうとまこまいそうごうけいざいこうとうがっこう、Hokkaido Tomakomai Sohgoh Keizai High School）とは、北海道苫小牧市にある公立（道立）の高等学校。通称は「総経(そうけい)」、「苫総経(とまそうけい)」、「TSK」

## 沿革
- 1990年 - 開校(苫小牧西高校商業科から分離）

## 修学旅行
2013年まで毎年同校では韓国へ修学旅行を行っている。
2019年までは台湾だったが、2020年は新型コロナウイルスの影響で行き先を国内へ変更。

## おもな出身者
- 引木愛 - ミュージカル俳優、元バレエダンサー

## アクセス
苫小牧駅および沼ノ端駅から道南バスおよびあつまバスで総合経済高校バス停下車